# 青福镇
青福镇，是中华人民共和国内蒙古自治区包头市青山区下辖的一个乡镇级行政单位。

## 行政区划
青福镇下辖以下地区：
青山东路社区、富南社区、保利社区、昌福村、赵家营子村、赵家店村、银匠窑子村、二海壕村和色气湾村。